# Teledienstegesetz
Das Gesetz über die Nutzung von Telediensten (kurz Teledienstegesetz oder TDG) war ein Gesetz der Bundesrepublik Deutschland, das 2007 außer Kraft trat. Es sollte einheitliche wirtschaftliche Rahmenbedingungen für die verschiedenen Nutzungsmöglichkeiten der elektronischen Informations- und Kommunikationsdienste schaffen und damit – zusammen mit dem Staatsvertrag über Mediendienste der Bundesländer – die Internetentwicklung seit Anfang der 1990er Jahre rechtlich nachvollziehen.

## Geschichte
Das Teledienstegesetz wurde als Artikel 1 des Informations- und Kommunikationsdienste-Gesetzes vom 22. Juli 1997 verkündet und trat am 1. August 1997 in Kraft. Die Gesetzgebungskompetenz war zwischen Bund und Ländern umstritten. Das Teledienstegesetz enthielt deshalb teilweise parallele Regelungen zum Staatsvertrag über Mediendienste der Länder, was seine Anwendung erschwerte.
In den Jahren 2000, 2001 und 2006 wurde das Teledienstegesetz dreimal geändert. Eine weitere Gesetzesinitiative zur Änderung des TDG (sog. Anti-Spam-Gesetz) aus dem Jahr 2005 scheiterte dagegen und fiel dem Grundsatz der Diskontinuität zum Opfer. In der Öffentlichkeit war diese Gesetzesinitiative umstritten.
Das TDG wurde durch Art. 5 Satz 2 des Elektronischen-Geschäftsverkehr-Gesetzes mit Inkrafttreten des Neunten Rundfunkänderungsstaatsvertrages mit Wirkung vom 1. März 2007 aufgehoben. Nachfolgeregelungen fanden sich zuerst im Telemediengesetz, bis dieses 2024 durch das Digitale-Dienste-Gesetz ersetzt wurde.

## Regelungsgebiete
Das Teledienstegesetz galt nur für Teledienste, nicht für Mediendienste im Sinne des Staatsvertrages über Mediendienste, nicht für Rundfunk im Sinne des Rundfunkstaatsvertrages und nicht für Telekommunikationsdienstleistungen im Sinne des Telekommunikationsgesetzes. Presserechtliche Vorschriften blieben unberührt (vgl. § 2 Abs. 4, 5 TDG).
Wesentliche Inhalte des TDG waren:
- Zulassungs- und Anmeldefreiheit von Telediensten (§ 5 TDG)

- Informationspflichten von Diensteanbietern (§§ 7, 8 TDG)

- Regelungen zur Haftung der Diensteanbieter (§§ 8–11 TDG)